# Cultural turn
Der Cultural turn (deutsch: kulturelle Wende) beschreibt Entwicklungen in den Geistes- und Sozialwissenschaften, die mit dem Aufkommen der Kulturwissenschaft (cultural studies) und dem wachsenden Einfluss der Kultursoziologie in der zweiten Hälfte des 20. Jahrhunderts zusammenhängen. Es geht dabei um die Wende zu einem erweiterten Kulturverständnis, das hergebrachte Werte in Frage stellt. Der Cultural turn beinhaltet im Wesentlichen eine Abkehr vom Begriffsverständnis der „Kultur“ als Hochkultur der Eliten und der wertvollen Momente hin zu einer Populärkultur und des Alltags. Seinen Ausgang nahm der Cultural turn von angloamerikanischen Wissenschaftlern. Anfänge werden schon im frühen 20. Jahrhundert gesehen, ein Höhepunkt war die Etablierung der Kulturwissenschaft als Disziplin um etwa 1960.

## Entwicklung
Das frühe 20. Jahrhundert erfuhr eine linguistische Wende (linguistic turn), hauptsächlich hervorgerufen durch die Studien von Ludwig Wittgenstein und Ferdinand de Saussure. Sie machten bewusst, wie weitgehend sich der Mensch durch seine Sprache definiert. Die kulturelle Wende kann als Erweiterung dieser Entwicklung verstanden werden, weil sie das Interesse von der Sprache auf jede Art der Kommunikation verlagert.
In den Sozialwissenschaften wurden vorgegebene Identitäten durch den Sozialkonstruktivismus der 1960er-Jahre in Frage gestellt. Somit verschob sich das Augenmerk von politischen und wirtschaftlichen Fragen auf scheinbar belanglose Alltagserscheinungen, die einen kulturellen „Sinn“ vermitteln. Hierzu gehört z. B. der Sport als eine massenwirksame Alltagskultur, die zwar zu allen Zeiten Menschen bewegt hat, aber erst im 20. Jahrhundert ihre volle Wirkung entfaltet. In den Geisteswissenschaften geschah eine Abwendung vom ausstellbaren oder aufführbaren Kunstwerk hin zu kulturellen Alltagspraktiken. Im Unterschied zu einem Kulturbegriff, der auf Dinge fixiert ist, beruht das Kulturverständnis der Kulturwissenschaft auf Handlungen oder Prozessen. Die Unterscheidung zwischen Hochkultur und Massenkultur (beziehungsweise Populärkultur) verlor dabei an Bedeutung.

## Cultural turns
Unter dem Schlagwort „Cultural turn“ werden gelegentlich sehr unterschiedliche und widersprüchliche Phänomene zusammengefasst, die vereint, dass sie alle den Aufbau neuer Erkenntnismethoden in der Kulturwissenschaft zum Ziel haben. Von ihnen wird daher auch in der Mehrzahl von „Cultural turns“ gesprochen. Doris Bachmann-Medick entwirft eine „Theorie der Turns“, die über das Konzept des Paradigmawandels von Thomas S. Kuhn hinausgeht, indem sie zu den Merkmalen des Turns nicht nur die Ausweitung des Objektbereichs der Forschung, sondern auch die Verwendung gänzlich neuer Methoden zählt. Zu diesen Turns werden unter anderen (allerdings nicht unumstritten) gezählt:
- Interpretive turn
- Performative turn
- Reflexive (rhetorical, literary) turn
- Postcolonial turn
- Translational turn
- Spatial turn
- Graphic turn
- Iconic turn, auch pictorial turn
- Affective turn

## Kritik
Bisher sind die Gründe für die gesellschaftliche, nicht nur akademische Neuorientierung des Cultural turn kaum untersucht. Meist wird er selbst kulturwissenschaftlich-theorieimmanent erklärt; die Rolle der Globalisierung, der wachsenden tatsächlichen Kulturbegegnung und zunehmenden interkulturellen Auseinandersetzung bis hin zum Terrorismus wird dabei ausgeblendet. Deutlich wird gleichzeitig die Funktionalisierung der kulturalistischen Theorien im Rahmen einer Ideologie des „Ethnopluralismus“. Auf der linken Seite des politischen Spektrums gebe es den Kulturalismus in der Form des Multikulturalismus, während die Rechte als Hüterin der Nationalkultur auftrete.